# Cutián (La Coruña)
Cutián (llamada oficialmente Santa María de Cutián) es una parroquia española del municipio de Oza-Cesuras, en la provincia de La Coruña, Galicia.

## Entidades de población
Entidades de población que forman parte de la parroquia:
- Bayuca (A Baiuca)
- Cutián de Abajo (Cutián de Abaixo)
- Fonte (A Fonte)
- Iglesia (A Igrexa)
- Molino (O Muíño)
- Monte (O Monte)
- Quistilán
- Riveira (A Ribeira)
- Seijeda (Seixeda)

## Demografía
| Gráfica de evolución demográfica de Cutián entre 2000 y 2019 |
|                                                              |
| Datos según el nomenclátor publicado por el INE.             |